# لوران كانتيه
لوران كانتيه (بالفرنسية: Laurent Cantet)‏ (و. 1961 – م) هو مخرج سينمائي، وكاتب سيناريو، ومصور سينمائي من فرنسا.

## التعليم
تعلم في المعهد العالي للدراسات السينمائية (باريس)، وLa Fémis ‏.

## وصلات خارجية
- لوران كانتيه على موقع IMDb (الإنجليزية)
- لوران كانتيه على موقع مونزينجر (الألمانية)
- لوران كانتيه على موقع قاعدة بيانات الأفلام العربية
- لوران كانتيه على موقع ألو سيني (الفرنسية)
- لوران كانتيه على موقع أول موفي (الإنجليزية)
- لوران كانتيه على موقع قاعدة بيانات الأفلام السويدية (السويدية)
- لوران كانتيه على موقع قاعدة بيانات الفيلم (الإنجليزية)
- لوران كانتيه على موقع كينوبويسك (الروسية)